# 1633

## Събития
- Галилео Галилей е осъден за поддържането на хелиоцентричната система на Коперник.

## Родени
- 15 май – Себастиан дьо Вобан, френски военен инженер
- 18 декември – Вилем ван де Велде Младия, нидерландски художник

## Починали
- 1 декември – Изабела-Клара Испанска, щатхалтер на Испанска Нидерландия